# Walter Thofehrn
Walter Thofehrn (São Sebastião do Caí, 28 de maio de 1900 —  1974) foi um médico e político brasileiro.

## Biografia
Fez a carreira escolar no Colégio dos Irmãos Maristas em Bom Princípio, que neste período pertencia ao município de Montenegro e Ginásio Nossa Senhora do Rosário de Porto Alegre. Iniciou o curso pela Faculdade de Medicina de Porto Alegre, mas formou-se no ano de 1927, defendendo a tese de doutorado sobre: "Fistula vesico-vaginal e o seu tratamento". Após concluir seus estudos partiu para o continente europeu em busca de experiência e conhecimento em Hamburgo na Alemanha e na Áustria, onde fez sua especialização em cirurgia geral. Retornou ao Brasil em 1929, para a cidade de São Pedro do Sul. No ano de 1935 mudou-se para São Lourenço do Sul, onde clinicou nas localidades de Boa Vista e São João da Reserva. Foi político atuante, engajado na comunidade de São Lourenço do Sul como vice-prefeito, prefeito, presidente da ARENA e membro permanente da mesma. Casou-se com Armanda Lücke, de cujo matrimônio teve os filhos: João Henrique, Mario, Dulce e Margarida.
Faleceu em 1974.

## Carreira política
Foi vice-prefeito e eleito prefeito de São Lourenço do Sul para a legislatura (1951-1955), exercendo o cargo deu início às obras da hidráulica, que proveria abastecimento de água tratada à população, estadualizou a então Escola Agrícola Santa Isabel e os grupos escolares de São João da Reserva e da Boa Vista, estadualizou também a RS-265 e durante seu mandato, foi inaugurada a Rádio São Lourenço.

## Homenagens
No município de São Lourenço do Sul, existe uma instituição de ensino que leva o seu nome Instituto Estadual de Educação Dr. Walter Thofehrn - I.E.E. Dr. Walter Thofehrn.